# Museo de Arte Carrillo Gil
El Museo de Arte Carrillo Gil es un museo de la Ciudad de México. Lleva el nombre del coleccionista Álvar Carrillo Gil y se enfoca principalmente a la difusión de su colección integrada principalmente por trabajos de José Clemente Orozco, David Alfaro Siqueiros y Diego Rivera. El museo además presenta arte contemporáneo y experimental de artistas jóvenes.

## Historia
La colección de Álvar Carrillo Gil comenzó con la adquisición del dibujo «La Chole» de José Clemente Orozco, posteriormente se convirtió en su  coleccionista y comenzó a adquirir obras de los pintores mexicanos más importantes de la primera mitad del siglo XX. Carrillo Gil encargó a Fernando Gamboa el proyecto de la creación de un museo para albergar toda su colección, así mismo encargó a Augusto H. Álvarez el proyecto arquitectónico. En agosto de 1974, el doctor Carrillo Gil y su esposa, Carmen Tejero de Carrillo Gil, inauguraron el museo bajo la dirección de Fernando Gamboa.

## Colección
La colección de Carrillo Gil ha sido incrementada con los años. La colección original era de 1417 piezas y se incrementó en 358 piezas más, que son nuevas adquisiciones. Las obras que la conforman son representativas de las diferentes artes visuales: abarcan pintura, grabado, litografía, serigrafía, collage, dibujo, fotografía, instalación, arte objeto, libro de artista, escultura y video.

## Arquitectura
Augusto H. Álvarez conocido por su arquitectura funcionalista, propuso un diseño basado en rampas que conectan todas las salas del museo con el objetivo de dar continuidad entre cada espacio de exhibición, lo que permite que no se perciban las exposiciones de forma jerárquica.
En 1987, se realizó una remodelación por el hijo de Augusto H. Álvarez que consistió en eliminar ventanas y celosías para ser reemplazadas por placas de concreto. También se realizaron modificaciones en acabados al interior, pero sin modificar las rampas consideradas como el elemento principal del espacio.